# Eurycormus
Eurycormus es un género extinto de peces actinopterigios prehistóricos. Fue descrito por Wagner en 1863.
Vivió en Alemania y Francia.

## Fósiles

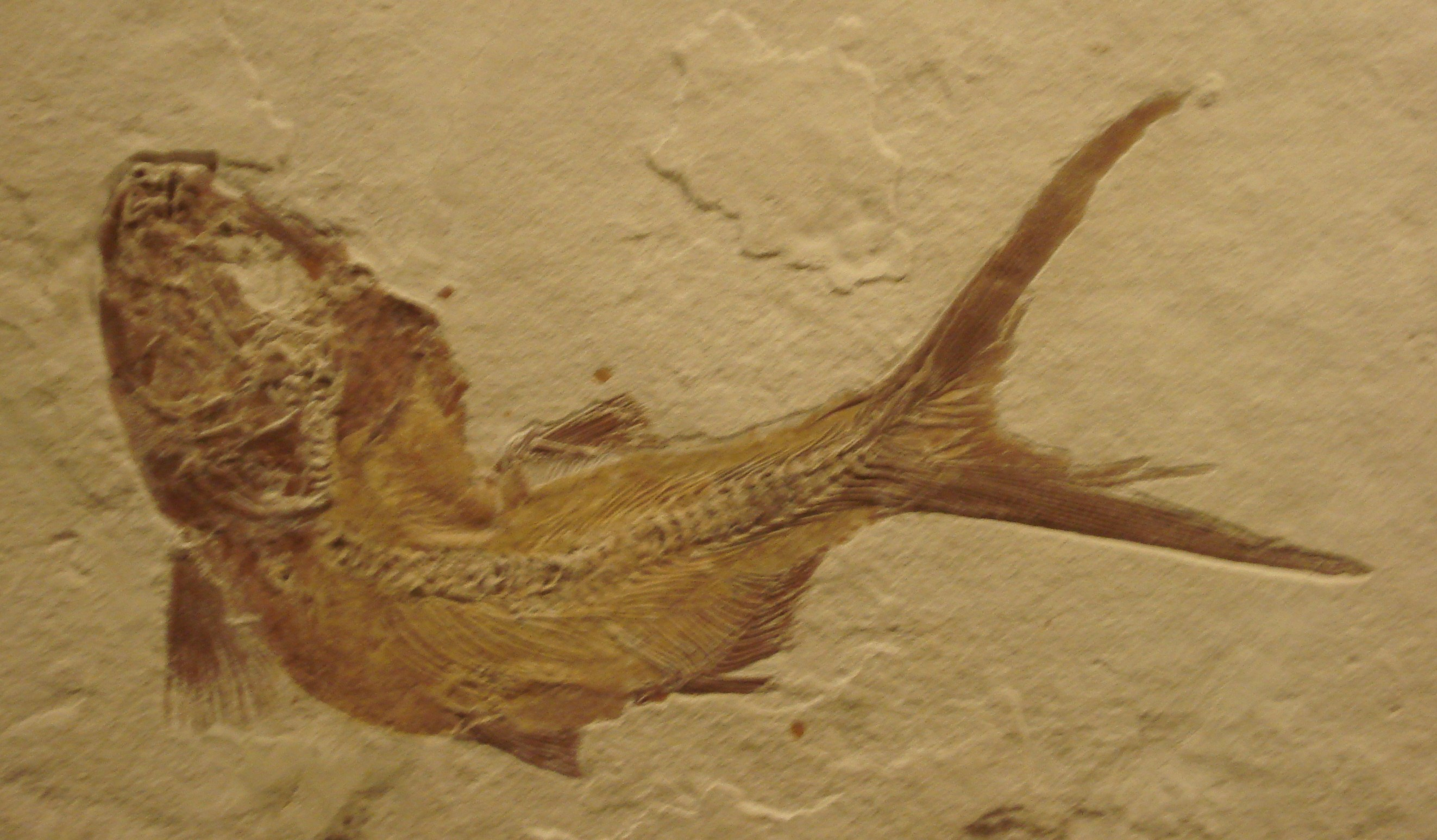
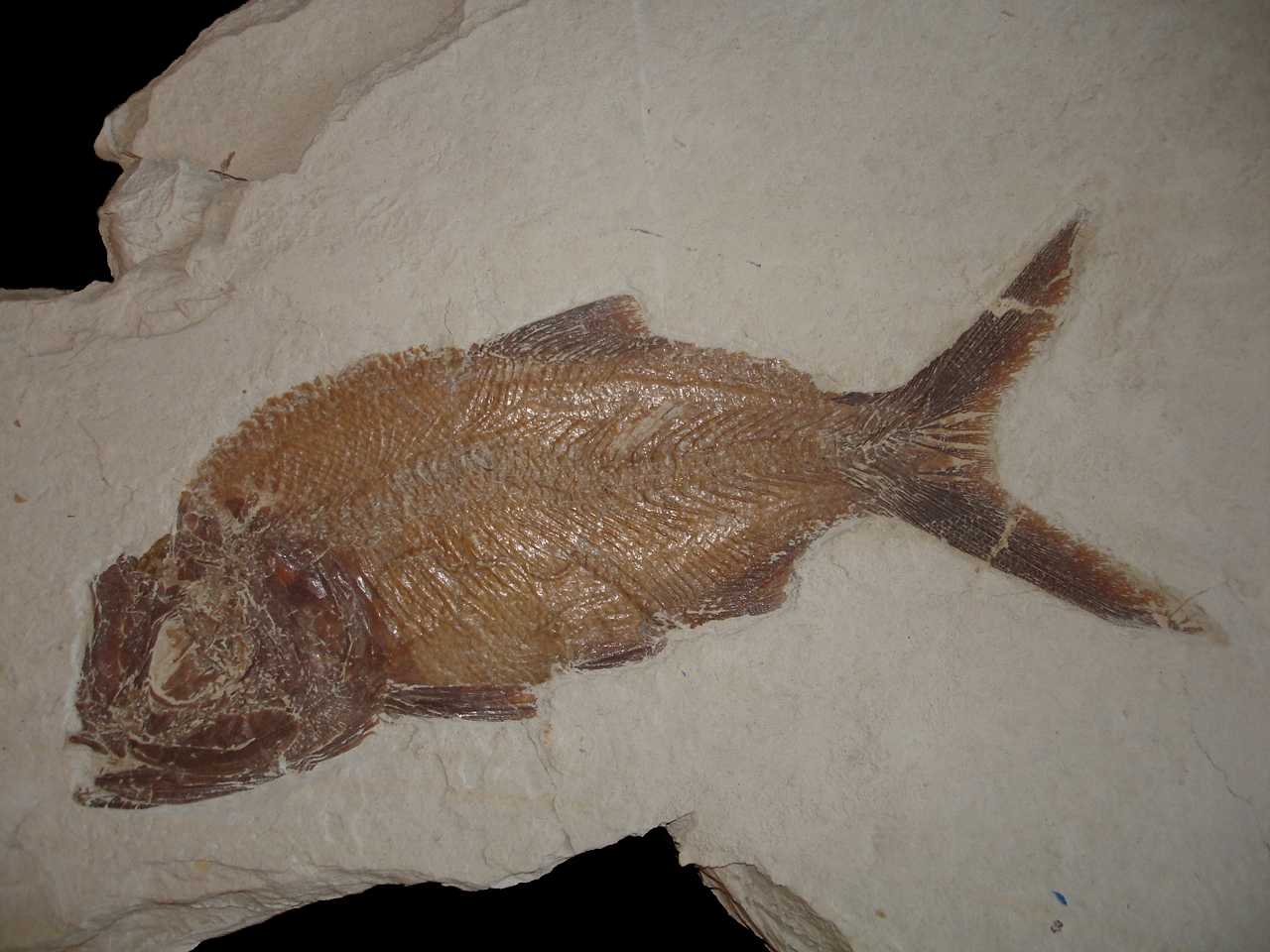
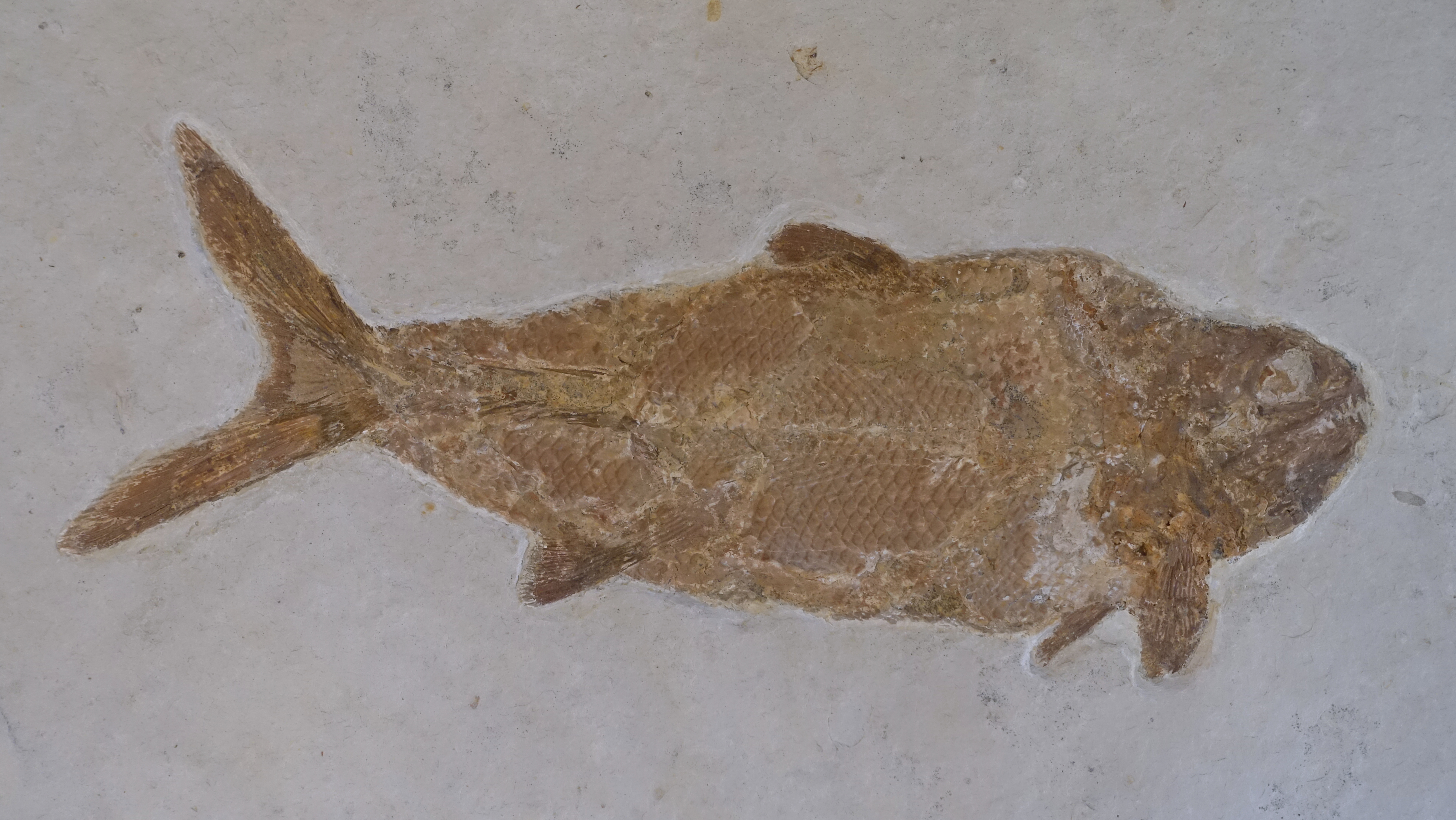